# Casa de la Vila (Bellver de Cerdanya)
La Casa de la Vila és una obra de Bellver de Cerdanya (Baixa Cerdanya) inclosa a l'Inventari del Patrimoni Arquitectònic de Catalunya.

## Descripció
Edifici de planta baixa i dos pisos. Dos arcs a la planta baixa conformen el porxo de la plaça. A la primera planta hi ha un balcó corregut amb dues obertures verticals.
A la segona planta s'observen dos balcons.
La façana és de composició simètrica. El ràfec és sostingut per tornapuntes de fusta i mènsules de pedra a la façana. La coberta és a dues aigües feta de teula àrab.